# Juan de la Vega
Juan de la Vega (Villada, Ca. 1520 - Toledo, 20 de julio de 1579) fue religioso de la Orden de la Santísima Trinidad, en la que ocupó los oficios de Ministro Provincial de Castilla, Ministro de Valladolid y de Toledo. Fue Predicador Real de Felipe II y promovió la construcción del Convento de la Trinidad Calzada de Madrid.